# Miguel Parrales
Miguel Enrique Parrales Vera (Portoviejo, Ecuador; 26 de diciembre de 1995) es un futbolista ecuatoriano. Juega de delantero y su equipo actual es Barcelona Sporting Club de la Serie A de Ecuador.

## Trayectoria
Se inició en la Liga de Portoviejo de la provincia de Manabí, luego pasó al Calceta Sporting Club para luego volver a la capira, después pasó al Club 5 de Julio y en el 2011 sus derechos deportivos fueron adquiridos por el Manta Fútbol Club y ese mismo año fue promovido al primer plantel.
En el 2012 con la llegada del nuevo director técnico, Armando Osma, debutó con el primer equipo donde disputó en total 16 encuentros, en los cuales marcó tres goles, siendo pieza clave para el Manta.
El 13 de diciembre se efectúa su contratación con el Villarreal Club de Fútbol "B" de España.
El 3 de agosto de 2014 se efectúa su cesión al Club Deportivo El Nacional.
Para el 2015, va a préstamo al Cruz Azul Hidalgo, y debutó el 30 de agosto ante el AEM Fútbol Club, donde anotó gol en la derrota de su equipo, a la semana siguiente anota doblete en el triunfo de su equipo ante Cuautitlán, terminó la campaña haciendo ocho goles. En 2016, inició anotándole triplete al Cuautitlán (logrando cinco goles encajados durante 2015 y 2016).
A mediados de la temporada 2016 regresa a Ecuador fichando por Universidad Católica.
Para el inicio de la temporada 2017 fichó por El Nacional. Entre 2020 y 2023 jugó en Guayaquil City donde logró su mejor desempeño en 2023 cuando con 16 goles fue el máximo anotador de la LigaPro, además de ser elegido como el mejor delantero de la temporada y parte del once ideal.
En enero de 2024 llegó a préstamo por dos años a Liga Deportiva Universitaria, sin embargo a diferencia de su campaña anterior, con el Rey de Copas tendría oportunidades limitadas por el técnico Josep Alcácer y Patricio Hurtado, disputando en total nueve partidos de LigaPro, dos partidos amistosos y un partido de Copa Libertadores donde no convirtió goles ni tampoco tuvo asistencias; para la segunda etapa con Pablo Sánchez como nuevo estratega se desvinculó del club terminando anticipadamente su cesión.En octubre del 2024 la prensa ecuatoriana rumoreó su llegada a Universitario de Deportes, sin embargo, solo quedó en un rumor.

## Selección nacional

### Categorías inferiores
Fue parte de dos procesos sub-20 con la selección nacional.

#### Participaciones en Sudamericanos
| Campeonato                  | Sede      | Resultado    | Partidos | Goles |
| --------------------------- | --------- | ------------ | -------- | ----- |
| Sudamericano Sub-20 de 2013 | Argentina | Sexto Lugar  | 8        | 2     |
| Sudamericano Sub-20 de 2015 | Uruguay   | Primera fase | 4        | 3     |

## Estadísticas

### Clubes
Actualizado al último partido disputado el 31 de mayo de 2025.
| Club                                   | Div.          | Temporada     | Liga  | Liga  | Copas nacionales | Copas nacionales | Copas internacionales | Copas internacionales | Total | Total | Total  |
| Club                                   | Div.          | Temporada     | Part. | Goles | Part.            | Goles            | Part.                 | Goles                 | Part. | Goles | Asist. |
| -------------------------------------- | ------------- | ------------- | ----- | ----- | ---------------- | ---------------- | --------------------- | --------------------- | ----- | ----- | ------ |
| 5 de Julio · Ecuador                   | 3.ª           | 2011          | 10    | 6     | —                | —                | —                     | —                     | 10    | 6     | 0      |
| 5 de Julio · Ecuador                   | Total club    | Total club    | 10    | 6     | 0                | 0                | 0                     | 0                     | 10    | 6     | 0      |
| Manta F. C. · Ecuador                  | 1.ª           | 2012          | 16    | 3     | —                | —                | —                     | —                     | 16    | 3     | 0      |
| Manta F. C. · Ecuador                  | Total club    | Total club    | 16    | 3     | 0                | 0                | 0                     | 0                     | 16    | 3     | 0      |
| Independiente del Valle · Ecuador      | 1.ª           | 2013          | 12    | 1     | —                | —                | —                     | —                     | 12    | 1     | 0      |
| Independiente del Valle · Ecuador      | Total club    | Total club    | 12    | 1     | 0                | 0                | 0                     | 0                     | 12    | 1     | 0      |
| Villarreal C. F. "B" · España          | 3.ª           | 2013-14       | 3     | 0     | —                | —                | —                     | —                     | 3     | 0     | 0      |
| Villarreal C. F. "B" · España          | Total club    | Total club    | 3     | 0     | 0                | 0                | 0                     | 0                     | 3     | 0     | 0      |
| El Nacional · Ecuador                  | 1.ª           | 2014          | 17    | 3     | —                | —                | —                     | —                     | 17    | 3     | 1      |
| Liga de Portoviejo · Ecuador           | 2.ª           | 2015          | 22    | 6     | —                | —                | —                     | —                     | 22    | 6     | 0      |
| Liga de Portoviejo · Ecuador           | Total club    | Total club    | 22    | 6     | 0                | 0                | 0                     | 0                     | 22    | 6     | 0      |
| Cruz Azul Hidalgo · México             | 3.ª           | 2015-16       | 20    | 16    | —                | —                | —                     | —                     | 20    | 16    | 0      |
| Cruz Azul Hidalgo · México             | Total club    | Total club    | 20    | 16    | 0                | 0                | 0                     | 0                     | 20    | 16    | 0      |
| Universidad Católica · Ecuador         | 1.ª           | 2016          | 8     | 0     | —                | —                | —                     | —                     | 8     | 0     | 0      |
| El Nacional · Ecuador                  | 1.ª           | 2017          | 25    | 10    | —                | —                | —                     | —                     | 25    | 10    | 4      |
| El Nacional · Ecuador                  | 1.ª           | 2018          | 22    | 7     | —                | —                | 3                     | 1                     | 25    | 8     | 2      |
| Universidad Católica · Ecuador         | 1.ª           | 2019          | 6     | 0     | 1                | 0                | 3                     | 0                     | 10    | 0     | 0      |
| Universidad Católica · Ecuador         | Total club    | Total club    | 14    | 0     | 1                | 0                | 3                     | 0                     | 18    | 0     | 0      |
| El Nacional · Ecuador                  | 1.ª           | 2019          | 10    | 5     | 0                | 0                | —                     | —                     | 10    | 5     | 0      |
| El Nacional · Ecuador                  | Total club    | Total club    | 74    | 25    | 0                | 0                | 3                     | 1                     | 77    | 26    | 7      |
| Guayaquil City · Ecuador               | 1.ª           | 2020          | 17    | 1     | —                | —                | —                     | —                     | 17    | 1     | 0      |
| Guayaquil City · Ecuador               | 1.ª           | 2021          | 28    | 9     | —                | —                | 2                     | 1                     | 30    | 10    | 3      |
| Guayaquil City · Ecuador               | 1.ª           | 2022          | 28    | 7     | 1                | 1                | —                     | —                     | 29    | 8     | 2      |
| Guayaquil City · Ecuador               | 1.ª           | 2023          | 26    | 16    | 0                | 0                | —                     | —                     | 26    | 16    | 0      |
| Guayaquil City · Ecuador               | Total club    | Total club    | 99    | 33    | 1                | 1                | 2                     | 1                     | 102   | 35    | 5      |
| Liga Deportiva Universitaria · Ecuador | 1.ª           | 2024          | 9     | 0     | 0                | 0                | 1                     | 0                     | 10    | 0     | 0      |
| Liga Deportiva Universitaria · Ecuador | Total club    | Total club    | 9     | 0     | 0                | 0                | 1                     | 0                     | 10    | 0     | 0      |
| Orense · Ecuador                       | 1.ª           | 2024          | 14    | 9     | 1                | 0                | —                     | —                     | 15    | 9     | 0      |
| Orense · Ecuador                       | 1.ª           | 2025          | 12    | 7     | 0                | 0                | 1                     | 0                     | 13    | 7     | 1      |
| Orense · Ecuador                       | Total club    | Total club    | 26    | 16    | 1                | 0                | 1                     | 0                     | 28    | 16    | 1      |
| Total carrera                          | Total carrera | Total carrera | 305   | 106   | 3                | 1                | 10                    | 2                     | 318   | 109   | 13     |
| 1. 2.                                  |               |               |       |       |                  |                  |                       |                       |       |       |        |

## Palmarés

### Distinciones individuales
| Distinción                                   | Año  |
| -------------------------------------------- | ---- |
| Goleador de la Serie A de Ecuador (16 goles) | 2023 |
| Once ideal de la LigaPro Serie A             | 2023 |
| Mejor delantero de la LigaPro Serie A        | 2023 |